# 美俄熱線

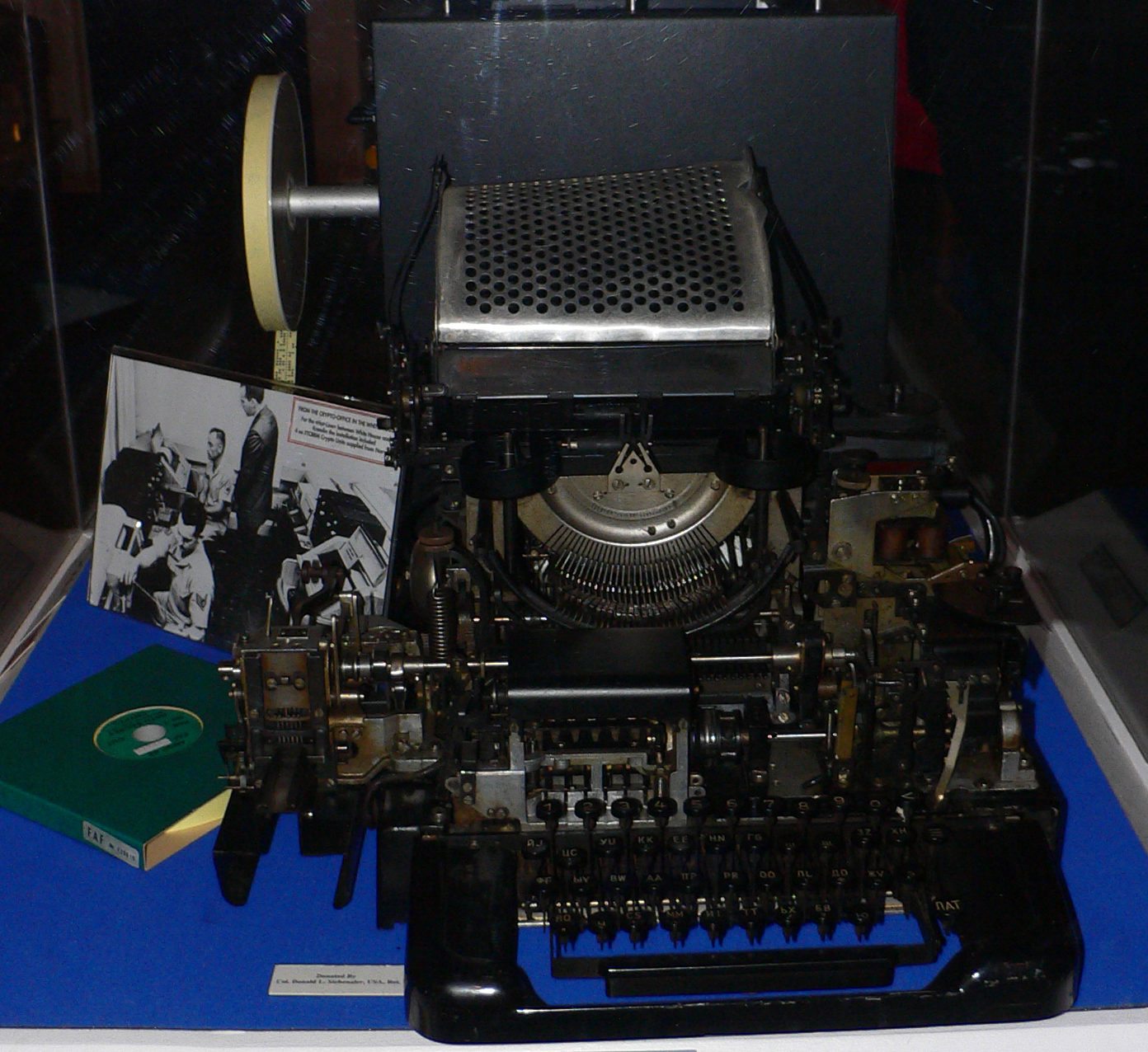
第一代美苏热线使用的电报终端设备

美俄热线，又称为「莫斯科－华盛顿热线」，前称「美苏热线」，始建于1963年，是连接白宫与克里姆林宫，使得美苏两国领袖可以直接沟通的通讯系统。这条热线在流行文化中常常称为“红色电话”，但它并不是一条电话线路，也从未使用过红色电话。热线最初使用的是电传打字机，1986年改进为传真设备。2008年之后，热线是被加密过的计算机连线，使用电子邮件传递信息。

## 早期實施
古巴導彈危機期間，美國需要花上12小時去接受和解讀蘇聯共產黨第一書記尼基塔·赫魯曉夫的3000字初步和解訊息，這麼長的時間在核野心時期尤其危險。當美國起草了回覆時，他們已經收到來自莫斯科要求他們從土耳其撤除導彈的更強硬訊息。白宮顧問相信，倘若溝通更加迅速，這次危機就可以更快解決和更容易避免。该系統是以一次性密碼本作加密的。導彈危機使美國和蘇聯意識到，必須在兩大核武強國之間設立一個可靠的直接溝通途徑。1963年6月20日，蘇聯和美國駐十八國裁軍委員會代表於瑞士日內瓦簽署《關於設立直接通訊線路備忘錄》，設立了這個後來被稱為「熱線」的系統。

### 科技和步驟
第一代熱線完全沒有聲音設備；備忘錄認為語音通訊可能引起溝通不良和誤解，因此只是打算成立一條雙工電報線路。這條線路的路程是華盛頓特區－倫敦－哥本哈根－斯德哥爾摩－赫爾辛基－莫斯科。華盛頓至倫敦的一段是由首條跨大西洋海底電纜TAT-1傳送的。第二條無線電的路程是華盛頓特區－丹吉爾－莫斯科。
兩國領袖可以用各自的語言書寫，接收訊息的一方則負責翻譯。

### 使用
熱線的第一次使用是在1967年六日戰爭期間，美蘇兩國通知和質問對方一些挑釁或意味不明的軍事行動。當時的首要考慮是蘇聯黑海艦隊和美國第六艦隊在地中海十分接近，應該怎樣避免兩者之間的誤會。1971年印巴戰爭期間、1973年贖罪日戰爭期間（美國收到核警報）、1974年土耳其入侵塞浦路斯期間、1979年蘇聯入侵阿富汗期間，也有使用這條熱線。擔任美國總統期間曾幾次使用這條熱線，蘇聯詢問黎巴嫩戰爭，美國評論波蘭戒嚴局勢。

## 第二代實施方式
1971年9月，美蘇兩國決定以較佳技術升級熱線，也首次商議了甚麼時候應該使用熱線。當牽涉核武的意料之外、未授權、無解釋的事件發生，導致爆發核子戰爭的風險提升時，兩國立即會通知對方。
熱線安裝了電話，而主要電話線由兩條新的衛星通訊線路補助，一條由美國Intelsat兩個人造衛星組成，另一條由蘇聯兩個Молния人造衛星組成。這次升級在1971至1978年間進行，過程中取消了華盛頓─丹吉爾─莫斯科無線電路。

## 美蘇最後的實施方式
熱線於冷戰期間最近一次升級是在1986年。蘇聯以地球同步衛星Горизонт代替МолнияII衛星，且使用高速傳真。這次升級使兩國領袖除了使用電傳和聲音來通訊外，還可以快速分享文化和其他資訊。
蘇聯解體後，繼任者美俄熱線則繼續營運。

## 博物館展出
1963年「熱線」設立時使用的東德電傳機，現時在美國馬利蘭州米德要塞國家安全局總部的國立密碼博物館展出。

## 其他類似熱線

### 印巴熱線
印度與巴基斯坦於2004年6月30日設立了新德里─伊斯兰堡間的核熱線。
這一熱線是由美國軍官協助設立的。

### 板門店熱線
大韓民國與朝鲜民主主義人民共和國在三八線上的板門店設立熱線，兩國的駐板門店軍官以此條熱線做為連絡之用。2013年3月，朝鲜為報復聯合國安理會決議進行制裁，宣佈切斷此條熱線。同年6月7日，朝鲜重启热线。

### 兩岸事務首長熱線
2015年11月7日，兩岸領導人—馬英九與習近平在新加坡進行兩岸領導人會面，馬英九提議兩岸間設立熱線。經兩岸雙方協調，台灣方面設於行政院大陸委員會主任委員的辦公室，大陸方面設於國務院台灣事務辦公室的主任辦公室。此熱線於同年12月30日啟用，由兩岸事務首長夏立言與張志軍互相通話。
2016年5月20日蔡英文政府上任後，此熱線雖未廢除，但两岸沟通机制已實質中斷。

## 通俗文化中的熱線電話

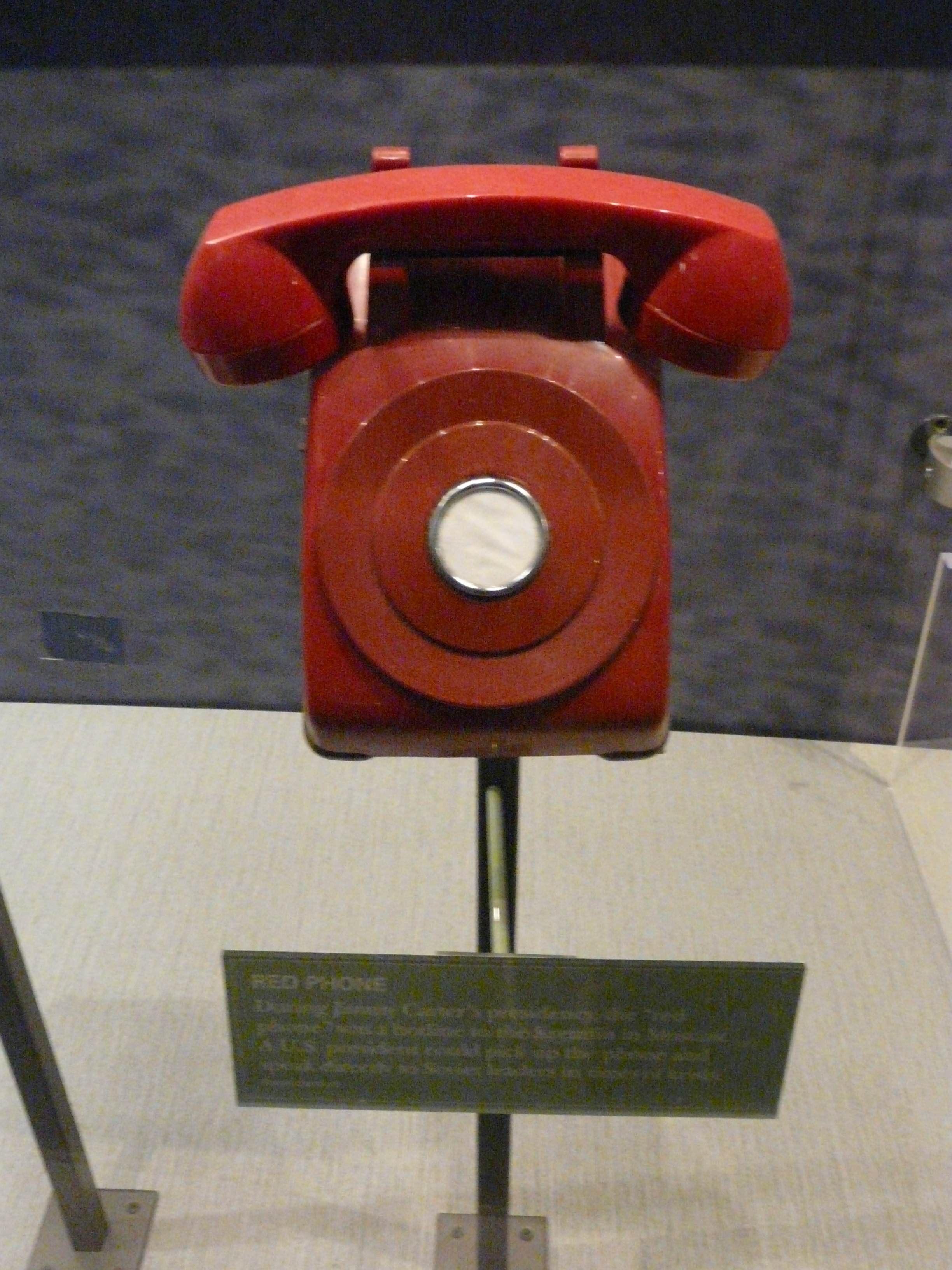
吉米·卡特博物館展出的「紅色電話」被大眾文化廣泛誤傳為連結華盛頓與莫斯科的直線電話。

在1966年起推出的蝙蝠俠電視影集中經常出現，與蝙蝠俠連絡用的紅色熱線電話，形象深入人心，稱為蝙蝠電話。

### 引用
1. ↑  David Kahn, The Codebreakers, pp. 715-716
2. ↑  Kennedy, Bruce. . 1998  [2011-03-18]. （原始内容存档于2008-09-23）.
3. ↑  . BBC News. 2003-06-07  [2006-03-24]. （原始内容存档于2020-10-21）.
4. ↑  Stone, Webster. . The New York Times. 1988-09-18  [2011-11-20]. （原始内容存档于2019-06-29）.
5. ↑  Jozef Goldblat (International Peace Research Institute). . Sage. 2002: 301–302  [2011-11-20]. ISBN 0761940162. （原始内容存档于2020-08-06）.
6. ↑  Coit D. Blacker, Gloria Duffy (Stanford Arms Control Group). . Standford University Press. 1984  [2011-11-20]. ISBN 0804712115. （原始内容存档于2020-02-16）.
7. ↑  Mayall, James; Navari, Cornelia (编). . Cambridge University Press. 1980-10-16: 135–137  [2011-11-20]. ISBN 0521226988. （原始内容存档于2020-08-06）.
8. ↑  . 獨立報. 2004-06-21  [2011-11-25]. （原始内容存档于2011-09-04）.
9. ↑  . 中華民國大陸委員會.   [2017-01-27]. （原始内容存档于2017-02-02）.
10. ↑  . www.huaxia.com.   [2024-08-30]. （原始内容存档于2024-08-30）.
11. ↑  . 美国之音.   [2019-08-11]. （原始内容存档于2019-08-11）.
12. ↑  . 中国政府网. 中国网. 2017-04-12  [2022-06-20].

### 期刊文章
- Kislyakov, Andrei. Hotline: 40 Years of Building Up Trust in CDI Russia Weekly, #12 - RW 263.

### 网页
- U.S. Department of State. Memorandum of Understanding Between The United States of America and The Union of Soviet Socialist Republics Regarding the Establishment of a Direct Communications Link （页面存档备份，存于）